# Ивановский, Флориан Петрович
Флориан (Флориян) Петрович Ивановский (1793 — после 1840) — русский военачальник, генерал-майор.

## Биография
Родился в 1793 году. Происходил из польских шляхтичей Варшавы.
В военную службу вступил юнкером 4 февраля 1811 года; служил в Лейб-гвардии Уланском полку и за отличие был произведён 21 июля 1812 года в корнеты и за храбрость награждён знаком отличия военного ордена — спустя 6 дней после первого сражения с французами в Отечественной войне, под Волынцами и после сражения под Клястицами. Затем сражался под Полоцком и при местечке Белом. Затем, 8—10 сентября находился на территории Прибалтийских губерний при городе Дриссе в экспедиции за Двину, а в октябре участвовал во втором сражении под Полоцком и под Чашниками, а также последующем преследовании противника (сражение под Смолянами,  после чего был отправлен в резерв Кологривова в Варшавском герцогстве. В 1814 году с резервным эскадроном прибыл в Санкт-Петербург.
В период с 15.04.1828 по 6.08.1832 в чине полковника Флориан Петрович Ивановский был командиром 14-го уланского Ямбургского Ея Императорского Высочества Великой Княгини Марии Александровны полка; участвовал в подавлении польского мятежа
Генерал-майор с 25 июня 1833 года.
Был награждён орденом Св. Георгия 4-й степени (№ 5681; 01.12.1838) и орденом Св. Владимира 3-й степени (1839); имел серебряную медаль «В память Отечественной войны 1812 года».
Вышел в отставку в 1840 году. Был помещиком Рузского уезда Московской губернии (село Побоище, 85 душ). В 1851 году записан во II часть дворянской родословной книги Московской губернии.
С 1832 года был женат на Екатерине Петровне Есиповой; их дети: Пётр (06.04.1842—?) и Елизавета (16.08.1834—?).